# جنسیت اتصال‌دهنده‌ها و چفت‌ها

نمادهای شماتیکی برای اتصال‌های رابط ماده و نر

جنسیت اتصال‌دهنده‌ها و چفت‌ها (انگلیسی: Gender of connectors and fasteners) در صنایع و دادوستدهای الکتریکی و مکانیکی، هر نیمی از یک زوج اتصال‌دهنده‌ها به‌طور سنتی، با تعیین جنسیت نر یا ماده بودن آن از هم متمایز شده‌است. اتصال «ماده» به‌طور کلی یک ظرف در بر گیرنده است که متصل شوندهٔ «نر» را دریافت می‌کند و نگه می‌دارد. به هر حال، گاهی به‌جای اصطلاح «نر» یا «ماده» به ترتیب سر A و سر B نیز (مثلاً برای نشان‌دادن دو سر یک کابل اتصال) به‌کار می‌رود (که اشاره به وجود و متفاوت بودن سر دیگر است)؛ هر چند که این نامگذاری با برخی از استانداردها در تناقض است. این حاوی حروف A و B بودن در نام، اصطلاحی نامتقارن است، هر چند نادر، به‌کار رفته مثلاً در پلاگین، سوکت یا جک (که ممکن است هنگام استفاده در گفتگوی روزمره باعث سردرگمی شود: ورودی A و B).
انتخاب این اصطلاح قیاسی مستقیم با اندام جنسی است: بخشی که دارای یک یا چند برآمدگی و برجستگی است یا قسمتی از قطعه‌ای که در قسمت دیگری قرار می‌گیرد، به عنوان نر تعیین می‌شود. این در مقایسه با بخش یا قسمت دیگر است که حاوی تورفتگی‌های متناظر و متقابل، یا پوششی خارجی برای دیگری است، و از آن به عنوان ماده یاد می‌شود. در امتداد این همانندی است که اصطلاح «جفت شدن» هم برای توصیف روند اتصال دو قسمت متناظر با یکدیگر استفاده می‌شود.
در برخی موارد (به‌ویژه اتصال‌های الکتریسیته)، برای گزینش جنسیت ابزار اتصال قوانین سختگیرانه و محدودیت‌هایی اعمال می‌شود تا مفهوم عملی این انتخاب در نظر گرفته شود؛ به منظور اجرای ایمنی و اعمال جریان یک طرفه (مثلاً جریان برق از یک دستگاه به یک دستگاه دیگر) که در آن‌ها این تمایز جنسیتی برای افزایش ایمنی و اطمینان از عملکرد مناسب با جلوگیری از گزینش ناامن یا غیر کارکردی در نصب اتصال‌ها لزوماً اجرا می‌شود.
در اصطلاح ریاضی نظریه گراف، یک شبکهٔ توزیع انرژی الکتریکی که از دوشاخه‌ها و پلاگ‌ها ساخته شده یک درخت جهت‌دار است، که جهت فلش‌ها مربوط به انتقال انرژی الکتریکی از ماده به نر از طریق هر اتصالِ «جفت شده» است. این نمونه‌ای است که در آن اتصال دهنده‌های نر و ماده به‌طور عمدی به‌گونه‌ای طراحی و استفاده شده‌اند که در عمل نقش خود را به‌عنوان یک توپولوژی ایمن اجرا کنند.
در زمینه‌های دیگر، مانند لوله‌کشی، جریان یک طرفه با شیوهٔ تخصیص جنسیتی اتصال اجرا نمی‌شود. جریان‌ها می‌توانند در شبکه‌های لوله‌کشی دو طرفه باشند، همان‌طور که در شبکه‌های توزیع زیرزمینی آب که با استفاده از پشتیبانی افزونگی طراحی شده‌اند. در شرایط لوله‌کشی که در آن جریان یک طرفه مورد نظر باشد، این کار از طریق روش‌های دیگری (مانند جریان گرانشی، شیرهای یک طرفه) و نه از طریق طرح‌های جنسیتی ماده اجرا می‌شود.

## الکتریکی و الکترونیکی
گرچه جنسیت اتصال‌ها در لوله‌ها و اتصال‌های لوله‌کشی معمولاً از ظاهرشان آشکار است، در اتصال‌های الکتریکی؛ به دلیل ساختارهای پیچیده‌تر و متفاوت آن‌ها، این امر ممکن است صادق نباشد.